# Proyecto Corani
Corani es un proyecto minero de plata ubicado a 5200 m s. n. m. en distrito de Corani de la provincia de Carabaya (departamento de Puno, Perú).
La actual operación de proyecto Galeno está a cargo de la empresa canadiense Bear Creek Mining. Se estima que demandará una inversión de 585 millones de dólares y un promedio equivalente a una producción anual de trece millones de onzas de plata. La construcción de la mina será a tajo abierto y requerirá 1,500 trabajadores.